# ビッグ・アスホールズ
ビッグ・アスホールズは、日本のタレント・伊集院光が主宰する草野球チームである。

## 来歴
2002年11月に、伊集院はラジオ番組「伊集院光 日曜日の秘密基地」の企画でアンタッチャブル山崎に野球対決に負けた（山崎が投手、伊集院が打者で三球三振）。翌年4月の再戦のため練習を続けていたが、2003年2月、練習相手の桐畑トールに、どうせなら草野球チームを作って試合をしたほうが楽しいと勧められ、桐畑は若手芸人を集めたチーム、伊集院はラジオスタッフチームを作り、毎週試合をすることにした。また、TBSラジオの営業部を通じて伊集院チームのスポンサーを募集したところ、FOXジャパンは「（DVD作品である）Xファイルをチーム名に入れればユニフォームを作る」、花王は「（自社製品である）ヘルシア緑茶をチーム名に入れれば試合毎にヘルシア緑茶をケースで差し入れる」という条件を提示したため、その両方を受諾し、「花王ヘルシアXファイルズ（かおうヘルシアエックスファイルズ、Kao Healthya X Files）」としてスタートした。一方、若手芸人チームの名前は深夜の馬鹿力でリスナーから募集した中から、屈辱的な名前にしたいということで「Big Assholes（ビッグ・アスホールズ）」という名前をつけた（Assholeは英語で“尻の穴”、“（俗語で）くそったれ”の意）。2003年3月から試合を開始し、平均して週に3試合を戦うが、初戦の45-7を皮切りにビッグ・アスホールズの圧勝が続く。あまりの戦力差に伊集院は、熊本キリンの桐畑・田中、アンタッチャブルの山崎・柴田の4人をラジオ関係者という理由でXファイルズに移籍させたが、それからもビッグ・アスホールズは21連勝した。

## 統合
その後、花王、FOXジャパン共にXファイルズのスポンサード期限が終了した事を受け、両チームは統合して、チーム名もビッグ・アスホールズとして一本化。しばらくは紅白戦を行っていたが、2006年からブッチャーブラザーズのぶっちゃあが主催するリーグ戦「ブッチャーズ・リーグ」（通称ブ・リーグ。正式名称はGリーグ。Gは「芸人」のG）が開始されたため、翌2007年から参戦し、参加初年度に優勝を果たしている。

## チーム構成
チームは創始者である伊集院のほか、伊集院と関わりの深い若手お笑い芸人らで編成されている（かつては、伊集院が担当しているラジオ番組の構成スタッフも多く属していたが、2016年現在、チームと関係しているのは構成作家の渡辺雅史のみである）。しかし、なぜか伊集院が在籍しているホリプロ（系列を含む）所属の者はおらず、人力舎やプライム所属の者やフリーの芸人で占められている。
現在、伊集院はヘッドコーチ兼代打兼投手（敗戦処理）であり、監督は渡辺雅史が務めている。

## 主な選手（過去に参加していた人物も含まれる）
伊集院光
チームの主宰者であり、現在の地位はヘッドコーチ。元監督。プレイヤーとしてグランドに出る際は、投手（敗戦処理）、一塁手、指名打者、代打としてに限られ、先発出場の機会はほぼ失われている。設立当初は4番打者兼投手兼監督であり、その当時の打撃成績はGリーグでも上位を争うほどであったが、自身の加齢とリーグ全体のレベルアップに伴い、その成績は年々下降線の一途を辿り続ける。結果、事の重大さを痛感した伊集院は、07年のシーズン途中から自発的にレギュラーの座から外れてヘッドコーチを兼務し始め、12年に監督兼DHを経て、13年からは第一線をほぼ退きヘッドコーチ（但し、専任ではなくあくまで選手兼任として）の任に着いている。
渡辺雅史
現監督。外野手として出場していた頃は、その「野球をしないために生まれてきた」と伊集院に評される運動神経により9番ライトというポジションが定位置だった。2003年8月、60試合を消化した時点で0安打(打席数は不明)であり、進塁打を打っただけで味方から歓声が上がったほど。07年に監督に就任した時には「自分の時代が来た」という勢いだったがその実、選手起用を考えるのに疲れた伊集院が丸投げしただけである。Excelに入れた選手の実績データのみを徹底的に重視して採用するため「Excel野球」と伊集院に命名・揶揄されており、ヘッドコーチの伊集院としばしば起用で対立している。
アンタッチャブル
2003年にM-1グランプリでブレイクして以来、出場回数が減少。活動休止状態にある2016年現在、チームに在籍しているかどうかは不明。
山崎弘也
投手、内野手。チーム設立当初は、MAX125km/hの直球と切れ味鋭いスライダーを持っていた。現在は肩を壊したため、内野手(主に三塁)としての出場に留まっているが守備はあまり上手くないのでDHもやっている。(柴田曰く、「三塁ゴロが怖いタイプ」)
柴田英嗣
黎明期は芸人チームのキャプテン。外野手。走力の高さはチーム随一。ただし渡辺政権下では打撃成績が低いために控えが多い。

桐畑トール
捕手、内野手。チーム初期には捕手を担当したが、イップスを発症したため現在はサードの守備を担当することが多い。ピッチャーとしての経験もある。
田代32
内野手。主にセカンドを守る。守備技術そのものは高いが肩を壊したまま治っていない為スローイングに不安を抱える。
埼京パンダース
河野和男
投手、内野手。体格を生かした左からの打撃はパワーヒッターであるものの、投手としては変化球主体の軟投派。また、ある草野球の試合で今中慎二のカーブ（本気ではないにしても）をホームランした経験を持つ。
森脇優雅
投手。チームのエースでもある。

林田竜次
内野手。一時期、タッチアップを理解していなかったことがある。
高橋卓也
外野手。アメフト経験を持ち、走力を持つ。2009年に芸人を廃業し、退団。
関口大輔（マッドドックス）
投手、外野手。左利き。野手の場合はセンターの守備を多く担当。元ヤンキーのため、監督時代の伊集院は気の弱さゆえ彼に起用法の変更を告げることができなかった。2009年に芸人を廃業し、退団。
ジョン・コリンズ（ブルーマウンテン）
捕手、外野手。名前は外国人のようだが日本人である。主に捕手を担当するが、外野守備能力も高かった。2011年、芸人を廃業し退団。
ヤス
内野手。ファーストを守ることが多い。ブルーマウンテンのメンバーだったが、2008年初頭に芸人を廃業し退団。
龍勝
内野手。主にサードまたはショートの守備を多く担当する。伊集院曰く守備マニアのこと。
矢野正樹（ガリベンズ）
2016年現在の正捕手。伊集院をして、そこそこの選手という評価。ただしオナカップ（TENGA）欲しさに驚異的な成績を残した経験を持つ。
池田卓生（「深夜の馬鹿力」前プロデューサー・ディレクター）
内野手。野球経験の少なさから、成績は良くない。アンタッチャブル山崎によれば、高めの球に釣られる癖を持つ。
岡部勉（「深夜の馬鹿力」ミキサー）
内野手。伊集院によれば池田プロデューサーよりも運動神経が高い。
YUJI KOITO
リリーフ投手。
じゅんせー(スレンダーパンダ)
2021年の関西独立リーグトライアウトに参加し堺シュライクスからドラフト6位指名される。堺シュライクスでのポジションは捕手。

## キャップ・ユニフォーム
キャップ
キャップはグレー、尻を模した「B」の割れ目の部分に少し小さく尖った書体の「A」が刺さっているロゴがある。ツバはユニフォームと同じグレー配色の迷彩柄となっている。
ユニフォーム
ユニフォームはグレー配色の迷彩柄で、黄色で「BIG ASSHOLES」と入っており、右下に背番号がプリントされている。背面は同じく黄色で背番号はあるが背ネームはない。
パンツ
パンツは黒配色の迷彩柄で、横にグレー配色の迷彩柄の太いラインが入っている。

## Gリーグでの対戦相手 （加入順）
GETS （2006年 - ）
ぶっちゃあ主宰。サンミュージック企画の芸人が中心。
鮫島パークス （2006年 - ）
鮫島みちる ことサンドウィッチマン伊達が塾長を務める「鮫島野球塾」と、アミー・パークの若手芸人で構成される「パークス」の連合軍。
フランケンズ （2006年 - ）
ワタナベエンターテインメントに所属する芸人が中心。コア梶本がキャプテン兼監督。
プレーステーション （2006年 - 2007年）
SONYの芸人により結成されたチーム。後述の「ニーツ」「ヒーツ」との関係性は不明。
チェリーボーイズ （2007年 - 2008年）
スピードワゴン小沢主宰。小沢監督が自ら勧誘した芸人で構成されるため、個々の芸人は別々の事務所に所属しているいわゆる混成チーム。Gリーグには2007年に加入。ちなみに「チェリーボーイ」とは童貞を指す俗語である。
アフロモンキーズ （2008年 - ）
トータルテンボス藤田主宰。2005年4月に結成し、吉本興業の若手芸人を擁する。
ニーツ （2008年 - ）
ソニー系の芸人事務所（SMA NEET Project）に所属する芸人が中心。監督はヒライケンジ。（ウェブスコアブック）
俺軍 （2008年）
ダイノジ大谷主宰。吉本興業の若手芸人を擁する。2軍はダイノジおおち率いる「おおちポークス」。
宇田川マッドドッグス （2009年 - 2011年）
ニュースタッフエージェンシー所属の芸人チーム。ヴィンテージのぶが監督を務める。
ロンリネス（2009年 - ）※旧称：ヒーツ
ソニー系の芸人事務所（SMA HEET Project）の若手芸人のチーム。2021年よりぺこぱ松陰寺が主宰となり「ロンリネス」に改称。
チーム鬼ヶ島（2012年 - ）
人力舎所属の芸人チーム。鬼ヶ島おおかわらが中心となって結成し、2009年から独自に試合をしていたが、Gリーグには2012年に加入。
沖縄学園（2017年 - ）
沖縄芸人で結成したチーム。
グリーンキャロッツ（2021年 - ）
K-PRO所属芸人が中心のチーム。

## 歴代優勝チーム
- 2006年：鮫島パークス
- 2007年：ビッグ・アスホールズ
- 2008年：ニーツ
- 2009年：ビッグ・アスホールズ
- 2010年：
- 2011年リーグ：鮫島パークス
- 2011年トーナメント：鮫島パークス
- 2012年リーグ：鮫島パークス
- 2012年トーナメント：フランケンズ
- 2013年：フランケンズ
- 2014年：鮫島パークス
- 2015年：フランケンズ
- 2016年：ビッグアスホールズ
- 2017年：GETS
- 2018年：鮫島パークス
- 2019年：鮫島パークス

## 出演番組
- 伊集院光 日曜日の秘密基地（レギュラー出演）
- 伊集院光 深夜の馬鹿力
- 月刊イジューイン